# Błędnik (wiadukt)
Błędnik – wiadukt łukowy nad drogą ekspresową S14, znajdujący się w Szynkielewie, w pobliżu węzła drogowego Pabianice Północ. Jego projektantem jest Maciej Fidyk.
Obiekt został zbudowany w pobliżu węzła Pabianice Północ, ok. 200 metrów od drogi krajowej nr 71. Wiadukt nie ma żadnych symetrycznych elementów. Konstrukcja jest wygięta w dwóch płaszczyznach, a wanty usztywniające konstrukcję zostały zamontowane pod różnymi kątami, płyta ma kształt łuku i dodatkowo zakręca. Niesymetryczne są również podpory. Obiekt został pomalowany na trzy kolory, co dodatkowo zwraca uwagę. Już w chwili powstania wiadukt stał się atrakcją i punktem orientacyjnym dla podróżnych. Nazwa wiaduktu została wybrana w konkursie.